# Exheterolocha prouti
Exheterolocha prouti är en fjärilsart som beskrevs av Eugen Wehrli 1940. Exheterolocha prouti ingår i släktet Exheterolocha och familjen mätare. Inga underarter finns listade i Catalogue of Life.